# Топонимия Амурской области

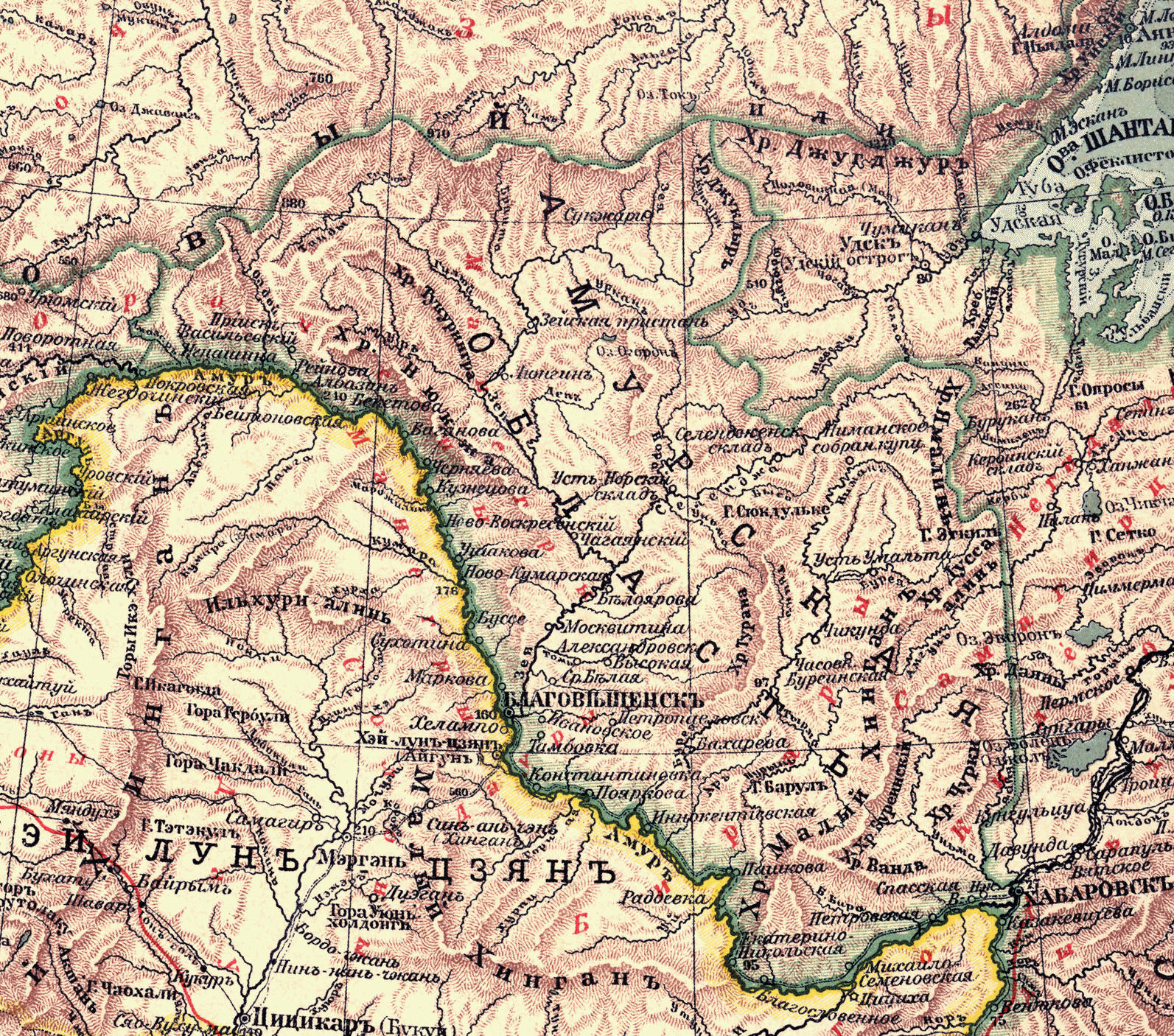
Карта Амурской области, Большой всемирный настольный атлас А. Ф. Маркса, 1903 г.

Топонимия Амурской области — совокупность географических названий, включающая наименования природных и культурных объектов на территории Амурской области.
Амурская область представляет собой уникальный «русский коридор», который простирается между топонимами якутского происхождения на севере и названиями, связанными с монгольскими и тунгусо-маньчжурскими культурами, на юге.
Топонимическая структура области включает две основные группы. Первая — это древние топонимы, сформировавшиеся до XIX века, которые преимущественно имеют эвенкийское происхождение, с элементами якутских и монгольских названий. Вторая группа состоит из современных топонимов славянско-русского происхождения, появившихся с середины XIX века и активно используемых до настоящего времени. Этот процесс отражает исторические этапы освоения региона: переселение из Европейской России, Октябрьскую революцию, гражданскую войну, строительство БАМа и создание космодрома «Восточный».
Область получила своё название благодаря указу Александра II от 20 декабря (8 декабря по старому стилю) 1858 года. Указ предусматривал разделение Приамурского края на Приморскую и Амурскую области. С течением времени границы и административный статус региона неоднократно менялись. Например, в 1858—1884 годах область входила в состав Восточно-Сибирского генерал-губернаторства, затем до 1917 года — в Приамурское генерал-губернаторство. В 1918 году была провозглашена Амурская трудовая социалистическая республика, а с 1920 по 1922 годы территория находилась в составе Дальневосточной республики. После её упразднения регион включили в Дальневосточную область.
В 1922—1926 годах область называлась Амурской губернией, а в 1926—1930 годах — Амурским округом. После восстановления областного деления в 1932 году, она вошла в состав Дальневосточного края, который в 1938 году был разделён на Приморский и Хабаровский края. До 1948 года область оставалась частью Хабаровского края.
Согласно указу Президиума Верховного Совета СССР от 2 августа 1948 года, Амурская область была выделена в самостоятельный субъект РСФСР. С тех пор её название остаётся неизменным.

## История формирования топонимии
Формирование топонимии региона обусловлено историей его заселения. Хронологически топонимисты выделяют в топонимии Амурской области две группы:
- древние (аборигенные) топонимы, возникшие до XIX века;
- современные топонимы, появившиеся с середины XIX века по настоящее время[2].

Группа аборигенных топонимов включает в основном гидронимы и оронимы, имеющие преимущественно эвенкийское происхождение. На северо-западе и севере, на границе с Республикой Саха (Якутия), к ним добавляются якутские топонимы, в южной части области появляются монгольские названия. Как отмечает А. В. Мельников, топонимов китайского происхождения в регионе нет совершенно. Такое распределение топнимов по происхождению отражает характер заселения и освоения территории региона: до середины XIX века на ней обитали немногочисленные племена сибирских народов: дауры, дючеры, эвенки, манегры. Некоторые племена вели оседлый образ жизни, другие — кочевой. Хозяйство тунгусо-маньчжурских племен — дауров и дючеров — основывалось на земледелии и скотоводстве, племена с тунгусскими корнями — манегры, эвенки и прочие — занимались охотой и кочевым оленеводством. При этом, по оценке Е. Л. Калининой, именно эвенкийский этнос был отчасти основным создателем, а отчасти — посредником в передаче субстратных географических наименований русскому населению Приамурья на протяжении более чем полуторавековой истории совместного проживания и постепенной ассимиляции. Некоторая часть ассимилированных русскими насельниками топонимов имеет характер субсубстрата, то есть субстрата, усвоенного через посредничество эвенков.
Кратковременное пребывание русских в Приамурье во второй половине XVII века практически не оставило после себя следов в географических названиях, немногочисленные исключения составляют Албазино (на месте русского города Албазин), село Кумара (на месте Кумарского острога), село Игнашино (в районе селения Игнашино, основанного в XVII веке).
Пласт русских топонимов в регионе начинает формироваться со второй половины XIX века, после окончательного вхождения Приамурья в состав России и формирования интенсивного потока переселенцев из западных районов страны.
Первыми населёнными пунктами в регионе стали казачьи станицы на левом берегу Амура, основанные в 1857—1858 годах, получившие названия от имён участников первого плавания по Амуру, предпринятого генерал-губернатором Восточной Сибири Н. Н. Муравьёвым в 1854 году. Станицы Бибиково, Касаткино, Куприяново, Сгибнево, Свербеево, Скобельцино, Кузнецово, Ушаково были названы соответственно в честь А. И. Бибикова, И. А. Касаткина, лейтенантов Я. И. Куприянова, И. А. Сгибнева, полковника А. М. Ушакова, Г. Д. Скобельцина, золотопромышленника Кузнецова. Сам Н. Н. Муравьёв получил титул графа Амурского и почетную приставку «Амурский» к фамилии за подписание Айгунского договора 1858 года с Китаем, по которому Россия вернула территории по рекам Амур и Уссури, но в числе станиц, названных именами соратников Н. Н. Муравьёва, не было станицы, названой в честь его самого, населённый пункт Муравьёвка был основан лишь в 1902 году, более чем через 20 лет после смерти генерал-губернатора.
Массовое переселение в Амурскую область из европейской части России, начавшееся с 1862 года, привело к возникновению многочисленных новых поселений. При этом переселенцы нередко давали названия новым населённым пунктам в память о родных местах — сёлах, уездах, губерниях. Так на карте области появились названия Чуевка, Светиловка, Лозовое, Райгородка, Романкауцы, Рублёвка, Сукромли, а также Тамбовка, Ромны, Ядрино, Екатеринославка, Новгородка, Константиноградовка, Тавричанка, Харьковка, Лебедино.
Некоторые новые поселения также получали названия по именам и фамилиям их первопоселенцев. К этой категории относятся сёла Жариково, Ильиновка, Исаковка, Антоновка, Милехино, Козловка, Паруновка, Прядчино, Фёдоровка, Фроловка, которые носят фамилии первых засельщиков, а название Гилево-Плюснинка образовано от фамилий двух первых поселенцев. Сёла Алексеевка, Андреевка, Васильевка, Родионовка, Савельевка, Семёновка, Сергеевка названы по именам первых жителей. Известны случаи, когда состоятельные переселенцы, желая увековечить своё имя, просто покупали название населённого пункта. Например, житель села с неблагозвучным названием Рыгаловка Мазановского района Дмитрий Марунич, поставив односельчанам ведро водки, организовал переименование села в свою честь в Дмитриевку.
После Октябрьской революции 1917 года в регионе сформировался новый пласт топонимов, включающий в себя названия в честь героев гражданской войны, видных деятелей коммунистической партии и советского государства, а также «идеологические» топонимы. Так, посёлок Змеиный на Транссибе был переименован в Сковородино в память первого председателя Рухловского поселкового совета А. Н. Сковородина, расстрелянного японскими интервентами, Белоногово переименовано в Серышево в память командующего Амурским (Хабаровским) фронтом С. М. Серышева, посёлок Гондатти, названный в 1914 году в честь приамурского генерал-губернатора 1911—1917 гг. Н. Л. Гондатти, был в 1920 году переименован в Шимановск в честь революционера В. И. Шимановского, расстрелянного белогвардейцами, Ульмин был переименован в Мухино в память первого председателя Амурского облисполкома Ф. Н. Мухина. Появились также сёла Ленино, Ленинское, Калинино, Войково, посёлок Кировский, а также «идеологические» топонимы — Октябрьский, Пионер, Комсомольский, Первомайский, Червоная Армия, Красный Восток.
Новый импульс формирования топонимии региона дало строительство Байкало-Амурской железнодорожной магистрали (БАМ), начавшееся в 1930-х годах. В соответствии с решениями Совета Труда и Обороны и Политбюро ЦК ВКП(б) в октябре 1932 года строительство БАМ было передано из ведения НКПС под юрисдикцию ОГПУ, для чего был создан Байкало-Амурский исправительно-трудовой лагерь (БАМЛАГ), управление которого находилось в городе Свободный. Руководство БАМЛАГа, наряду с прочими, уделило внимание также вопросам топонимии, издав в апреле 1933 года специальное письменное распоряжение «О наименовании будущих станций и разъездов БАМа и в связи с этим о наименовании лагпунктов». Это распоряжение признавало ошибочной сложившийся к тому моменту порядок именования командировок и лагпунктов БАМЛАГа (либо по названиям протекающих вблизи речек и ручьев (Крестовка, Коровиха, Муртыгит), либо взятых произвольно — Дита, Полянная, Сочи). Руководство БАМЛАГа рекомендовало впредь использовать названия, отражающие «революционное время второй пятилетки», а также в какой-то мере раскрывающие специфику строительства (труд заключённых ГУЛага): «Вторая пятилетка», «Ударник», «Труд», «Трудовой энтузиазм», «Перековка», «Бамармеец», «План», «Темпы», «Большевик». Таким образом на карте БАМа стали появляться названия «Куём будущее», «Победитель тайги», «Красный строитель», «Новый путь», «Путь к исправлению», «Октябрьский штурм» и т.п.
После возобновления строительства БАМ в середине 1970-х годов, принципы присвоения названий новым населённым пунктам, строившимся вдоль трассы, были различными. Часть этих населённых пунктов была названа по именам рек, на берегах они располагались — в частности, Юктали, Ларба, Дипкун, Иса и другие. Некоторые станции были названы в честь знаменитых людей — участника борьбы за советскую власть на Дальнем Востоке Г. С. Дрогошевского, Героя Советского Союза В. П. Мирошниченко.
В ходе переименования географических объектов на Дальнем Востоке в 1972 году в Амурской области было переименовано несколько гидронимов, получивших более «русские» названия. Так, например, реки Будунда и Мамын получили названия Ивановка и Орловка соответственно.
Во второй половине 1980-х годов, после принятия постановления ЦК КПСС и Совета Министров СССР «О мерах по дальнейшему строительству БАМа» (июль 1985 года) по БАМу прокатилась волна переименований населённых пунктов, затронувшая и Амурскую область. Минтрансстрою, МПС, ЦК ВЛКСМ, обкомам и облисполкомам предоставлялось право вносить предложения о новых названиях станций БАМа и посёлков в районе магистрали с целью увековечения памяти особо отличившихся строителей. Уже к 1990 году на карте БАМа изменили в общей сложности 65 названий: Окунайку переименовали в Окунайский, Витим — в Шиверы, Озерный — в Амут, Горсекон — в Ульяновский Строитель, и т. д..
В ходе волны переименований разъезду на 2399 км (участок Тында-Ургал) было присвоено имя Ф. А. Гвоздевского — начальника БАМпроекта с 1938 года и руководителя строительства участков: Тайшет — Братск — Лена и Комсомольск — Советская Гавань. Разъезд, названный в честь Гвоздевского, находится в глухом месте, где нет ни населенного пункта, ни служебных зданий. Это вызвало возмущение в кругах ветеранов БАМа, которые в 1987 году направили письмо на имя Генерального секретаря ЦК КПСС М. С. Горбачёва с просьбой назвать в честь Ф. А. Гвоздевского одну из крупных станций магистрали. Но десятилетняя переписка изыскателей и проектировщиков БАМа с руководством страны не увенчалась должным успехом.
С 2011 года на территории Амурской области ведётся строительство космодрома «Восточный», рядом с которым построен новый город, которому в честь теоретика космонавтики К. Э. Циолковского в 2015 году присвоено название Циолковский.

## Структура и состав топонимии
По состоянию на 15 декабря 2022 года, в Государственном каталоге географических названий в Амурской области зарегистрировано 11871 название географических объектов, в том числе — 626 названий населённых пунктов. Ниже приводятся списки наиболее значимых природных объектов и крупнейших населённых пунктов Амурской области с характеристиками их этимологии.

### Гидронимы
К моменту прихода русских в Приамурье практически все сколько-нибудь значительные природные объекты (реки, ручьи, горные хребты, урочища и т. д.) уже имели названия на языках коренных народов (преимущественно эвенков). Эти названия в большинстве были усвоены пришлым русским населением, часть из них сохранилась до настоящего времени. Огромный массив топонимов составляют гидронимы, поскольку на территории Амурской области имеется более 30 тысяч рек и речек длиной от 3 км.
Главная река региона — Амур, давшая название области, образуется от слияния рек Шилки («узкая долина» по-эвенкийски) и Аргуни («широкий» (ергунь) в переводе с монгольского). Гидроним «Амур» произошёл от общей для тунгусо-маньчжурских языков основы «амар», «дамур» — «большая река». У монголов Амур назывался «Амур Хара-Мурэн» — «чёрная широкая река». По-маньчжурски река называется «сахалиян ула», где «сахалиян» означает «чёрный», а «ула» — «вода».
Многие названия местных рек происходят от эвенкийского слова «бира», что значит «река», а также «бирея» — «речка», «большая речка», «великая речка» (это значение слова «бирея» приводит путешественник Р. К. Маак в своём труде «Путешествие на Амур» 1855 года). Отсюда названия рек: «Бурея», «Берея», «Биря», «Бираякан», «Бирандя», «Биранжа», «Биранджа», «Баранджа», «Беренджа» и т. д., при этом в образовании топонимов большое значение имеют суффиксы «-кан» и «-чан», придающие словам уменьшительный характер: «бира» — река, «биракан» — речка. При формировании местных гидронимов также часто используется основа «эльге», от эвенкского «элеген» — «водоворот, улово, омут» (аналогично в якутском языке «эльгэн, элгэн» — «озеро», «старица», «небольшое мелкое озерко, возникшее из отчленившегося залива или на речной старице»). Есть предположения, что название реки Ольги (притока Амура) также является русифицированной формой основы «эльге».
Ряд гидронимов региона происходят от слова «юктэ» («источник»), в частности, реки Юкта в системе реки Белой, Юхта (системы Береи, Тока, Граматухи, Б. Пёры и Б. Чукана) и Юхточка (система Орловки). Названия притока Верхнего Амура — реки Омутная и притока Уруши — Амуткачи происходят от основы «Амут», что на эвенкском означает «озеро, море, болото», названия рек Тыгда (приток Зеи), Тыгдылан (приток Долбыря) происходят от эвенкского «тыгдэ» — «дождь, ненастье».
Названия рек Амурской области зачастую отражают особенности местной флоры и фауны, а также различных природных особенностей. Например, большая группа рек (Ингагли, Большая Ингагли, Малая Ингагли, Средняя Ингагли, Инагли, Инаглия) получила название от эвенкского «ингокто» — «черёмуха», названия другой группы рек — Амнус, Амнускан, Большой Амнус, Малый Амнус — происходит от термина «Амнунда» — «ровное зелёное место, где растет много ягоды, то есть марь», а также «наледь». Названия рек Ольдой и Олонгро восходят к эвенкскому «олло» — «рыба, рыбная река», а названия водотоков Хорогичи и Хорогочикан имеют в основе эвенкское «хорого» — «глухариный, глухариный ток». Название реки Каракинда происходит от слова «хороки», так по-эвенкийски называется дикуша или коряга — птицы из семейства тетеревиных. Названия рек Курум, Курумкан, Курумликан, Курунг-Биракан происходят от «курум», «курун» («горелое место»), что указывает на лесные пожары, имевшие место на территории Приамурья.
В регионе имеются реки, названные в честь родов и отдельных людей. Так, ещё в донесениях русского землепроходца XVII века Василия Пояркова упоминается о встречах с эвенкийским родом «улягири». Название этого рода запечатлено в названиях рек Улягир, Улигир, Улагир, Средний Улягир, Нижний Улягир. От названия эвенкского рода «улэт» произошло название реки Улятка. Приток Зеи Оконон назван по имени местного охотника Оконогой, умершего на этой реке во время охоты, а приток Амура Гербелик получил название от имени долгое время кочевавшего здесь манегра.
Ряд гидронимов появился как отражение взаимодействия русских с коренными народами (и, соответственно, взаимодействия их языков). Так, название реки Налды-Зимовьячи (притока Брянты), сложилось на основе эвенкского слова «налды» — «приток» и русского «зимовье».
Наряду с гидронимами звенкского происхождения, в регионе встречаются и гидронимы якутского происхождения — например, название реки Дарын-Юрэх, которое происходит от якутских слов «тарын» — «наледь» и «урэх» — «речка, приток основной реки, падь».

### Ойконимы
В отличие от наименований природных объектов Амурской области, подавляющее большинство местных ойконимов возникло в течение последних полутора веков, после активного переселения сюда жителей европейской части России. Е. Л. Калинина выделяет следующие основные черты формирования ойконимии региона:
1. Сравнительная «молодость» (формирование на протяжении полутора веков);
2. Очаговый характер распространения славянских и тунгусо-маньчжурских топооснов;
3. Преобладание ойконимов славянского происхождения;
4. Частое формирование ойконимов на основе названия близ расположенного гидронима[5].

Ойконимы крупнейших населённых пунктов области формировались различными путями. Так, административный центр области — Благовещенск — получил название по имени храма Благовещения Пресвятой Богородицы, заложенного в Усть-Зейской станице 9 (21) мая 1858 года архиепископом Камчатским, Курильским и Алеутским Иннокентием (Вениаминовым). 5 (17) июля 1858 года высочайшим повелением императора Александра II был учреждён город Благовещенск, а 8 (20) декабря 1858 года императорским указом была основана Амурская область, Благовещенск стал её административным центром.
Город Белогорск был основан в 1860 году как село Александровское, рядом с которым при строительстве Амурской железной дороги, была построена железнодорожная станция Бочкарёво. В 1926 году слившиеся село Александровское и железнодорожная станция Бочкарёво были преобразованы в город Александровск, переименованный в 1931 году в Краснопартизанск, в 1935 году — в Куйбышевку-Восточную, и в 1957 году получивший современное название Белогорск.
Город Зея был основан в 1879 году как перевалочный пункт Верхне-Амурской золотодобывающей компании «Зейский Склад». С момента получения статуса города, с 1906 по 1913 город назывался «Зейская Пристань», 3 ноября 1913 года по ходатайству городского самоуправления город Зейская пристань был переименован в город Зею. Название «Зея» происходит от эвенкийского «джеэ» — «лезвие».
Город Райчихинск основан в 1932 году как посёлок Райчи́ха, названный по реке Райчиха (левый приток Амура), которая, по одной из версий, получила название по фамилии утонувшего в ней военного, нижнего чина Раева. Среди местного населения река называлась «Ора».
Город Свободный был основан в 1912 году и первоначально назван Алексеевском в честь цесаревича Алексея, в апреле 1917 года городское самоуправление переименовало Алексеевск в Свободный, и Временное правительство России утвердило это название 3 (16) июля 1917 года.
Название «столицы БАМа» — Тында, по одной версии означает «место, где распрягают оленей», по другой версии — название происходит от эвенкийского «тэнда» — «поросший лесом берег реки».
Город Шимановск был основан в 1910 году как посёлок Пёра при железной дороге, в 1914 году был переименован в Гондатти в честь этнографа и генерал-губернатора Приамурского генерал-губернаторства Н. Л. Гондатти (1860—1946). В 1920 году станция была переименована в Шимановск, а посёлок во Владимиро-Шимановский в честь революционера В. И. Шимановского, расстрелянного во время гражданской войны. В 1950 посёлку был присвоен статус города и современное имя Шимановск.
Посёлок Углегорск был основан в 1961 году, Указом Президиума Верховного Совета РСФСР от 19.10.1965 года получил статус рабочего посёлка закрытого типа, в 1969 году был переименован в посёлок «Свободный-18», а на основании распоряжения Правительства РФ от 04.01.1994 № 3-д получил официальное географическое название «закрытое административно-территориальное образование посёлок Углегорск». Вопреки названию, уголь здесь никогда не добывали, градообразующим объектом посёлка до 2007 года был космодром Свободный, а ранее, до расформирования — 27-я Краснознаменная дальневосточная дивизия РВСН. До 2018 года на территории посёлка предполагается построить город на 25 тысяч жителей, в котором будет проживать обслуживающий персонал строящегося космодрома Восточный. 14 марта 2014 года в посёлке состоялись публичные слушания по переименованию Углегорска в «Циолковский», проведённые по инициативе В. В. Путина, а 5 июня 2014 года были подведены итоги опроса жителей о переименовании. Почти 85 % принявших участие в голосовании проголосовали за переименование.
Посёлок городского типа Архара основан в 1911 году, название получил от гидронима Архара, произошедшего от якутских основ «арыы» — масло, остров, «хара» — чёрный, что, по-видимому, означало наличие в бассейне реки Архара выходов нефти.
Поселок городского типа Магдагачи основан в 1910 году, название от гидронима Магдагачи. В отношении происхождения названия существуют две версии, восходящие к эвенкийскому языку. Согласно первой, «магдагачи» означает место, где лежат старые отмершие деревья, согласно второй, происходит от двух основ: «Магда» — девушка и «гачи» — болото.

### Оронимы
Главный горный массив региона — Становой хребет (известен также как Внешний Хинган). В XVII веке русские землепроходцы относили название «Становой хребет» ко всей системе горных хребтов Дальнего Востока, протяженностью свыше 4 тыс. км, служившей водоразделом между Северным Ледовитым и Тихим океанами, включая сюда и Яблоновый хребет, и современный Становой хребет, и Джугджур, и Колымское нагорье вплоть до Чукотского полуострова. Огромные размеры, труднодоступность, водораздельный характер и дали казакам основание назвать эту систему Становым хребтом, то есть «основным, главным». От этой же основы произошли другие оронимы — Олёкминский Становик, Становое нагорье.

### Дромонимы
Через Амурскую область проходят две крупнейшие железнодорожные магистрали — Транссибирская и Байкало-Амурская. Транссибирская магистраль изначально носила название «Великий Сибирский Путь» или «Великий Сибирский рельсовый путь». Так, рескрипт 1891 года императора Александра III содержал указание цесаревичу Николаю: «…возлагаю на Вас совершение во Владивостоке закладки разрешенного к сооружению, за счет казны и непосредственным распоряжением правительства, Уссурийского участка Великого Сибирского рельсового пути».
Название «Байкало-Амурская магистраль» происходит от двух основ, обозначающих оконечные географические объекты трассы — «Байкал» и «Амур». Точные обстоятельства и время создания названия не установлены, известно, что в 1930 году Далькрайком ВКП(б) направил в ЦК ВКП(б) и СНК СССР предложение о проектировании и строительстве второй транссибирской железнодорожной магистрали с выходом её к Тихому океану, в котором эта трасса впервые названа Байкало-Амурской магистралью (БАМ).
В широкое употребление название «Байкало-Амурская магистраль» вошло с 1932 года. После возобновления строительства в 1974 году БАМ был объявлен ударной комсомольской стройкой, его строительство широко освещалось в СМИ, от акронима БАМ появились неологизмы «бамовец», а также шуточные его «расшифровки» типа «Брежнев Абманывает Молодёжь».